# Volby do orgánů samosprávných krajů na Slovensku 2005
Předseda NR SR svým rozhodnutím č. 235/2005 CFU ze dne 3. června 2005 vyhlásil volby do zastupitelstev samosprávných krajů a volby předsedů samosprávných krajů. Den voleb určil na sobotu 26. listopadu 2005. Druhé kolo  se konalo 10. prosince 2005. Účast v prvním kole dosáhla 18% oprávněných voličů, účast ve druhém kole dosáhla 11,1% oprávněných voličů.

## Výsledky prvního kola voleb

### Volba předsedů VÚC
Bratislavský kraj
- Vladimír Bajan (NEKA) 30 471 hlasů, 41,29% Kandidát postupující do druhého kola voleb
- Ľubomír Roman (ANO, DS, SDKÚ, SMK-MKP, SZS) 23 091 hlasů, 31,29% Kandidát postupující do druhého kola voleb
- Ivan Švejna (VPRED) 6 294 hlasů, 8,53%
- Ján Cuper (LS-HZDS, PSNS, ZSNS) 4 835 hlasů, 6,55%
- Peter Tatár (OKS) 3 470 hlasů, 4,70%
- Karol Ondriaš (KSS) 3 032 hlasů, 4,10%
- David Dvořák (OL) 922 hlasů, 1,24%
- Andrej Trnovec (SLS) 741 hlasů, 1,00%
- Viliam Mokráň (KĽS) 619 hlasů, 0,83%
- Rudolf Martančík (ÚSVIT) 311 hlasů, 0,42%

Trnavský kraj
- Jozef Klokner (DS, KDH, SDKÚ) 20 309 hlasů, 33,10% Kandidát postupující do druhého kola voleb
- Tibor Mikuš (lb, LS-HZDS, PSNS, ZSNS) 16 244 hlasů, 26,47% Kandidát postupující do druhého kola voleb
- Renáta Zmajkovičová (ANO, HZD, SF, SMER) 11 297 hlasů, 18,41%
- Peter Tomeček (NEKA) 10 693 hlasů, 17,42%
- Alena Schopperthová (NEKA) 2 811 hlasů, 4,58%

Nitranský kraj
- Milan Belica (ASV, KSS, lb, LS-HZDS, PSNS, ZSNS) 64 765 hlasů, 41,80% Kandidát postupující do druhého kola voleb
- László Szigeti (SMK-MKP) 40 426 hlasů, 26,09% Vzdal se kandidatury do druhého kola
- Ján Gresse (DS, SDKÚ) 20 535 hlasů, 13,25% Kandidát postupující do druhého kola voleb
- Jozef Valach (SMER) 13 635 hlasů, 8,80%
- Eva Antošová (ANO, HZD, SF) 11 411 hlasů, 7,36%
- Jozef Jobbágy (NEKA) 3 032 1,95%
- Ivan Chrenko (ZRS) 1 115 0,71% Kandidát nevolitelným

Trenčínský kraj
- Miroslav Chovanec (HZD, KDH, SF, SNS, SMER) 19 752 hlasů, 35,41% Kandidát postupující do druhého kola voleb
- Pavel Sedláček (ANO, LS-HZDS, PSNS, ZSNS) 15 873 hlasů, 28,45% Kandidát postupující do druhého kola voleb
- Stanislav Jančovič (DS, SDKÚ) 4 891 hlasů, 8,76%
- Jozef Hrdlička (KSS) 3 827 hlasů, 6,86%
- Ján Marcinek (NEKA) 3 074 hlasů 5,51%
- Dominik Gahér (NEKA) 2 856 hlasů, 5,12%
- Milan Fogaš (SPV-G3000) 1 789 hlasů, 3,20%
- Jozef Rea (NEKA) 1 312 hlasů, 2,35%
- Ján Mărgău (ZRS) 1 197 hlasů, 2,14%
- Dušan Saksa (ÚSVIT) 671 hlasů, 1,20%
- Jozef Rojko (KĽS) 536 hlasů, 0,96%

Žilinský kraj
- Juraj Blanár (ANO, HZD, SNS, SMER) 24 309 hlasů, 30,36% Kandidát postupující do druhého kola voleb
- Jozef Tarčák (LS-HZDS, PSNS, ZSNS) 23 158 hlasů, 28,93% Kandidát postupující do druhého kola voleb
- Andrej Sočuvka (DS, KDH, SDKÚ) 20 186 hlasů, 25,21%
- Tibor Michálek (NEKA) 8 534 hlasů, 10,66%
- Radomír Szabó (SF, SZS) 1 638 hlasů, 2,04%
- Natália Klempaiová (SNJ) 1 593 hlasů, 1,99%
- Jozef Štětina (ÚSVIT) 627 Hals 0,78%

Banskobystrický kraj
- Milan Murgaš (HZD, KDH, SNS, SMER, SZS) 35 783 hlasů, 38,82% Kandidát postupující do druhého kola voleb
- Jozef Mikuš (DS, SDKU) 19 074 hlasů, 20,69% Kandidát postupující do druhého kola voleb
- Peter csusza (SMK-MKP) 13 876 hlasů, 15,05%
- Viliam Soboňa (KSS, LS-HZDS, PSNS, ZSNS) 12 742 hlasů, 13,82%
- Milan Plášti (ANO, SF) 8 237 hlasů, 8,93%
- Pavel Chovanec (ÚSVIT) 1 912 hlasů, 2,07%
- Boris Kršňák (VPŘED) 542 hlasů, 0,58% Kandidát nevolitelným

Prešovský kraj
- Peter Chudík (HZD, SNS, SMER) 42 499 hlasů, 39,89% Kandidát postupující do druhého kola voleb
- Dušan Hruška (DS, KDH, SDKÚ) 29 330 Hals, 27,53% Kandidát postupující do druhého kola voleb
- Ján Dobrovič (KSS, lb, LS-HZDS, PSNS, SZS, ZSNS) 15 645 hlasů, 14,68%
- Juraj Kopčák (NEKA) 5 108 hlasů, 4,79%
- Rudolf Horváth (NEKA) 4 951 hlasů, 4,64%
- Ivan Hopta (ÚSVIT) 3 905 hlasů, 3,66%
- Peter Pavelka (SDĽ) 2 667 hlasů, 2,50%
- Ján Bajus (DÚ) 2 410 hlasů, 2,26%

Košický kraj
- Zdenko Trebuľa (HZD, SMER) 32 675 hlasů, 30,25% Kandidát postupující do druhého kola voleb
- Rudolf Bauer (KDH, OKS) 28 837 hlasů, 26,70% Kandidát postupující do druhého kola voleb
- Viliam Novotný (DS, LS-HZDS, SDKÚ, SZS) 16 334 hlasů, 15,12%
- Rozália Chytrá (SMK-MKP) 12 638 hlasů, 11,70%
- Marián Bilo (ANO) 10 075 hlasů, 9,33%
- Dagmar Takácsová (SF) 3 363 hlasů, 3,11%
- Zuzana Cingelová (SPV-G3000) 2 006 hlasů, 1,85%
- Slavomír Jančok (SNJ) 1 232 hlasů, 1,14%
- Stanislav Lepo (ÚSVIT) 824 hlasů, 0,76%

## Výsledky druhého kola voleb
Kandidáti jsou v takovém pořadí, v jakém vyhráli první kolo voleb.
Bratislavský kraj
- Vladimír Bajan (NEKA) 37 623 hlasů, 67,39%
- Ľubomír Roman (ANO, DS, SDKÚ, SMK-MKP, SZS) 18 198 hlasů, 32,60%

Trnavský kraj
- Tibor Mikuš (lb, LS-HZDS, PSNS, ZSNS) 22 698 hlasů, 54,74%

- Jozef Klokner (DS, KDH, SDKÚ) 18 762 hlasů, 45,25%

Nitranský kraj
- Milan Belica (ASV, KSS, lb, LS-HZDS, PSNS, ZSNS) 68 162 hlasů, 74,08%
- Ján Gresse (DS, SDKÚ) 23 846 hlasů, 25,91%

Trenčínský kraj
- Pavel Sedláček (ANO, LS-HZDS, PSNS, ZSNS) 17 561 hlasů, 51,83%
- Miroslav Chovanec (HZD, KDH, SF, SNS, SMER) 16 318 hlasů, 48,16%

Žilinský kraj
- Juraj Blanár (ANO, HZD, SNS, SMER) 25 181 hlasů, 51,37%
- Jozef pana TARČÁKA (LS-HZDS, PSNS, ZSNS) 23 834 hlasů, 48,62%

Banskobystrický kraj
- Milan Murgaš (HZD, KDH, SNS, SMER, SZS) 28 086 hlasů, 50,88%
- Jozef Mikuš (DS, SDKU) 27 105 hlasů, 49,11%

Prešovský kraj
- Peter Chudík (HZD, SNS, SMER) 40 952 hlasů, 53,03%
- Dušan Hruška (DS, KDH, SDKÚ) 36 269 hlasů, 46,96%

Košický kraj
- Zdenko Trebuľa (HZD, SMER) 36 939 hlasů, 57,52%
- Rudolf Bauer (KDH, OKS) 27 280 hlasů, 42,47%